# Álvaro Vázquez
Álvaro Vázquez García (Badalona, 27 de abril de 1991) é um futebolista espanhol que atua como atacante. Atualmente, joga pelo Kerala Blasters Football Club

## Carreira
Vazquez começou a carreira no RCD Espanyol.

## Títulos
Seleção Espanhola
- Eurocopa Sub-21: 2013

## Artilharias
Seleção Espanhola
- Mundial Sub-20: 2011 (5 gols)

## Prêmios Individuais
Seleção Espanhola
- Mundial Sub-20: 2011 (Chuteira de Prata)